# SEA OF LOVE
『SEA OF LOVE』は、日浦孝則の7枚目のアルバム。

## 作品の解説
- 『夏の日の1993』をセルフカバーしている。
- 『ヲヤジのメロン』はみんなのうたを意識して作られた。

## 収録曲
1. 夏の日の1993
2. ヲヤジのメロン
3. 道 （acoustic version）
4. フラワーショップのMrs.May
5. MAGIC
6. before 3.11
7. Birthday 〜君の誕まれた日〜
8. 道
9. 君の瞳の中に
10. 君と出逢えた街
11. 風の行方